# Enterobacter aerogenes
El Enterobacter aerogenes es una especie de bacteria que pertenece al género Enterobacter, de la familia de las Enterobacteriaceae. Es un bacilo Gram-negativo, anaeróbico facultativo, no esporulante oxidasa negativo, catalasa positivo, citrato positivo, indol negativo.
E. aerogenes es una bacteria patógena causante de infecciones oportunistas y nosocomiales.